# Pappagalli lat(r)ini
Pappagalli lat(r)ini  è il secondo album di Federico Salvatore, pubblicato nel 1990.

## Tracce
1. Introduzione intellettuale – 1:05
2. Il cameriere – 6:10
3. Offerte speciali – 3:18
4. A tutte le suocere – 2:40
5. Il pappagallo... USL 42 – 4:05
6. Drink story – 2:40
7. Ave marea – 2:05
8. La farsa – 3:18
9. Carta d'identità – 1:05